# Bracon hemistigma
Bracon hemistigma är en stekelart som beskrevs av Gaspard Auguste Brullé 1846. Bracon hemistigma ingår i släktet Bracon och familjen bracksteklar. Inga underarter finns listade.